# حقوق المرأة هي حقوق الإنسان

The First Lady Hillary Clinton during her speech in Beijing, China.

ناقش خطاب كلينتون ممارسات استغلال النساء في جميع أنحا العالم وفي الصين نفسها.
مستهدفة بخطابها الحكومات والمنظمات وكذلك الإناث بصفة فردية، وأقرت اعتقادها القضايا التي تواجه النساء والفتيات في كثير من الأحيان يكون مصيرها التجاهل أو الصمت وبالتالي تبقى دون حل. الخطاب عناصر اشتملت حالات الوفاة بسبب المهور و سياسة الطفل الواحد في الصين.
كلينتون «أنه لم يعد مقبولا مناقشة حقوق المرأة بمعزل عن حقوق الإنسان». وسمع قولها أكثر من 180 دولة وهي تقول:
 ''إذا كانت هناك رسالة واحدة علينا نخرج بها من هذا المؤتمر، فحقوق الإنسان هي حقوق المرأة وحقوق المرأة هي حقوق الإنسان، مرة واحدة وإلى الأبد."
تحدت كلينتون في خطابها من ضغط الإدارة الداخلية والضغط الخارجي الصيني للتخفيف من تصريحاتها.

## تراث
يعتبر الخطاب مؤثر في حركة حقوق المرأة، وفي عام 2013 طالبت كلينتون مراجعة حقوق المرأة والتغيير الذي طرأ عليها منذ خطابها في عام 1995.
تم إدراج هذا الخطاب رقم 35 في البلاغة الأميركية ضمن أعلى 100 خطاب في القرن 20 (مدرجة حسب الترتيب).
وسباق الرئاسة في عام 2015/2016، باعت حملة هيلاري كلينتون قميص عليه عبارة «حقوق المرأة هي حقوق الإنسان» في متجر حملتها الانتخابية في إشارة إلى خطابها. كما باعت الحملة حقيبة عليها عبارة «حقوق الإنسان هي حقوق المرأة وحقوق المرأة هي حقوق الإنسان»، التي قالتها هيلاري في كلمتها. وقد ظهرت هذه العبارة على الحقيبة في ست لغات مختلفة. كذلك باعت الحملة قميص لـ مصممة الأزياء (توري بورتش Tory Burch) عليه عبارة «حقوق المرأة هي حقوق الإنسان...» بحروف كبيرة.
وأيضا قامت الحملة بابتكار صور وأغراض وازياء لازمة للاحتفال بأعياد الهالوين على مدار خمسة مواسم اشتملت هذه الأغراض على عبارة «حقوق المرأة هي حقوق الإنسان» هيلاري"

وفي فيديو كليب ل جينيفر لوبيز 2016 لأغنية «أليست أمك؟» شمل جزء من خطاب كلينتون تستطيع سماعه بوضوح وتحديدا، «حقوق الإنسان هي حقوق المرأة، وحقوق المرأة هي حقوق الإنسان، مرة واحدة وإلى الأبد».